# دون رايت (ملحن)
دون رايت هو عازف جاز وملحن كندي، ولد في 6 سبتمبر 1908، وتوفي في 27 يونيو 2006.